# 杜布尼基 (沃倫斯基新城區)
50°52′27″N 27°20′56″E / 50.87417°N 27.34889°E
杜布尼基（烏克蘭語：Дубники），是烏克蘭北部的村莊，隸屬日托米爾州的茲維亞赫爾區。該村始建於1597年，面積1.37平方公里，海拔高度200米，2001年人口347，人口密度每平方公里253.84人。